# Unternehmen Lehrgang
Unternehmen Lehrgang war der Deckname einer deutschen Militäroperation vom 10. bis zum 17. August 1943 zur Räumung Siziliens, einen Monat nach der Landung der Alliierten in der Operation Husky.

## Verlauf
Der Evakuierungsplan wurde vom Oberbefehlshaber Süd Albert Kesselring, am 2. August 1943 gebilligt und seine Ausführung von ihm am 8. August dem deutschen Befehlshaber der Achsenmächte in Sizilien, Hans-Valentin Hube, genehmigt. Bei Hube lag spätestens nach der Festnahme Mussolinis am 28. Juli 1943 faktisch die Führung der deutschen und italienischen Verbände auf Sizilien. Der General der italienischen 6. Armee auf Sizilien Alfredo Guzzoni weigerte sich zuerst, den deutschen Evakuierungsplan ohne die Zustimmung des Comando Supremo zu genehmigen, das Kommando der 6. Armee konnte sich aber mit Zustimmung des italienischen Oberkommandos am 10. August 1943 nach Kalabrien absetzen und verlegte dann zur Neuordnung ins norditalienische Montebello Vicentino. 
Die Räumung Siziliens erfolgte bis zum 17. August 1943 durch die deutsche und italienische Marine über die Seestraße von Messina auf das italienische Festland nach Kalabrien. Kommandiert wurde das deutsch-italienische Unternehmen durch den späteren Kapitän zur See der Reserve und Ritterkreuzträger Gustav Freiherr von Liebenstein. 
Insgesamt wurden 101.569 Soldaten über die Straße von Messina übergesetzt, darunter 39.569 deutsche und 62.000 italienische Soldaten, weiterhin 4.444 Verwundete, 9.832 Fahrzeuge, 47 Panzer, 135 Geschütze, 2.000 Tonnen Munition und Treibstoff sowie 15.000 Tonnen an sonstigem militärischen Material. Trotz ständiger alliierter Luftangriffe waren die Verluste sehr gering. Es gingen lediglich einige kleinere Seefahrzeuge verloren. Ein wesentlicher Grund hierfür wird in der starken Flaksicherung des Übersetzgebietes gesehen.